# Vývoj poštovnictví na Pražském Předměstí (Hradec Králové)
Vývoj poštovnictví v Pražském Předměstí u Hradce Králové prezentuje historii a vývoj poštovních služeb v této obci, dnes součásti Hradce Králové.

## Prvopočátky
Pražské Předměstí původně patřilo stejně jako jiné obce pod poštu v Hradci Králové. Poté, když bylo součástí Kuklen, spadalo pod zdejší poštovní úřad. Samostatný poštovní a telegrafní úřad s označením Hradec Králové II. byl otevřen 20. února 1895 ve staré nádražní budově (postavené v roce 1894), který navazoval na poštu Königgrätz Bahnhof, fungující od roku 1858. Tehdy dopisy a zásilky jen přijímal, ale nevydával je. V následujícím roce byla při nádražním poštovním úřadě na Pražském Předměstí zřízena telefonní stanice. Ratibor z 23. února 1895 napsal o zdejší poště následující:
„Pošta na nádraží kralohradeckém byla, jak jsme již oznámili, ve středu dne 20. t. m. otevřena a zahájila téhož dne činnosť svoji, kteráž však se pouze na přijímání dopisů a zásylek obmezovati bude, kdežto vydávání jichž, jako dosud, ponecháno bude poště v městě. Jakkoli vítáme zřízení pošty na nádraží, čímž dostane se Pražskému Předměstí velice potřebného toho úřadu, nesmíme se tajiti podivením, pročže zřizuje se pošta jenom poloviční a nehoví se potřebám obecenstva úplně. Dnešní stav neuspokojí asi nikoho, nebo což platno, že bude moci obecenstvo dopisy a zásylky na nádraží odevzdávat, když si bude musit pro ně do města docházet. Jest tudíž nezbytně potřeba, aby se pošta na nádraží co nejrychleji doplnila, tak aby byla tím, čím vlastně býti má a byla obecenstvu ku prospěchu. Dále bude dojista zapotřebí změnit dnes při úřadě tom platné hodiny úřední. Nestačiť na nádraží našem úřadovati od 8 do 12 hodin dopol. a od 2 do 6 hodin večer a to z té jednoduché příčiny, že jest na nádraží tom nejživěji mezi 12 hodinou polední a 2 hod. odpolední a právě na toto obecenstvo musí se bráti zřetel a nesmí se mu bráti možnost, aby pošty, která přece v první řadě pro ně zřízena byla, používati mohlo. Přáli bychom si, aby v zájmu veřejném a všeobecném pokynů těchto na patřičném místě povšimnuto si bylo a aby stalo se, co musí se státi, má-li pošta na nádraží našem vyhovovati účelu, za jakým tam zřízena byla.“

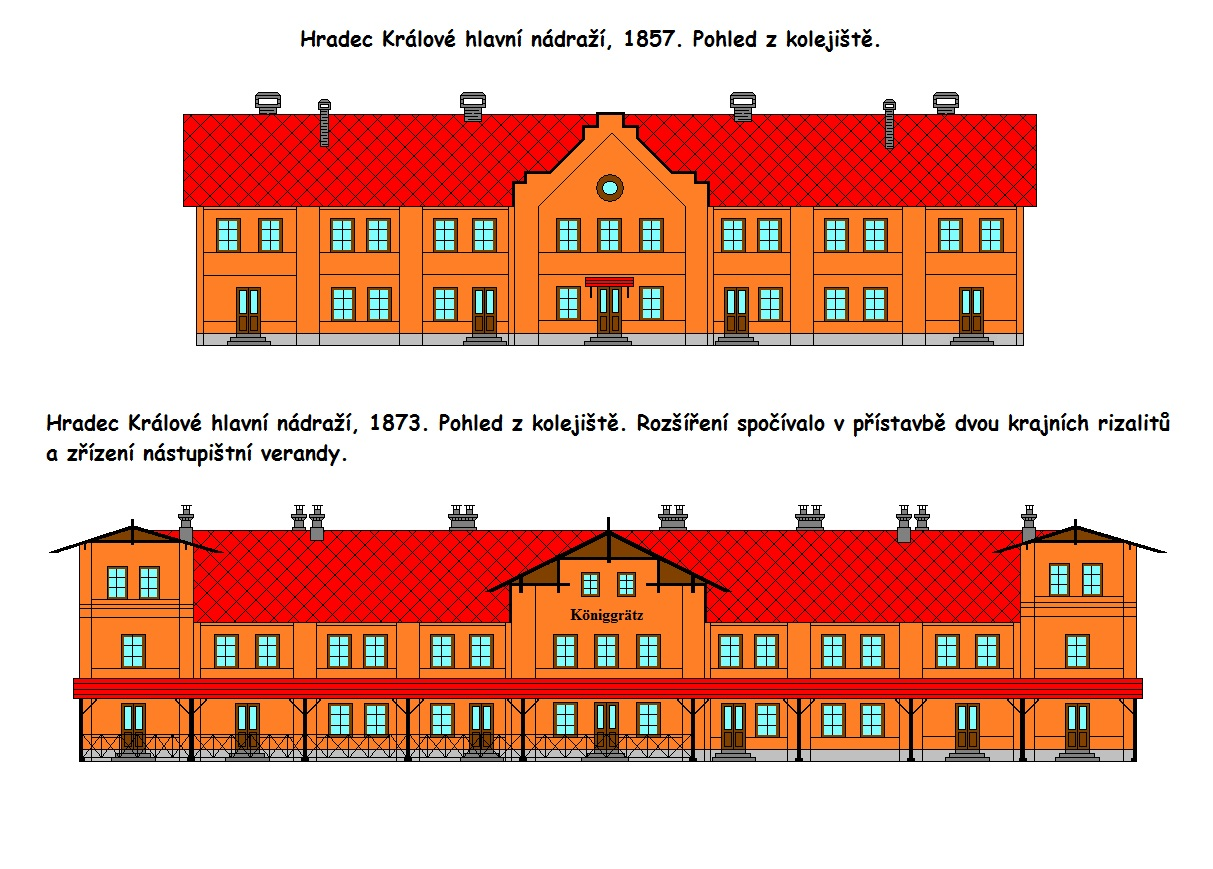
Původní nádražní budovy

Činnost poštovního úřadu byla v jeho počátcích pod neustálou kritikou. Citujme z Ratibora, který vyšel 10. února 1900:
„Pošta na Pražském Předměstí. Píše se nám: Jest dojista jen v Čechách možno, aby obec čítající více než 2000 obyvatelů a mající velice čilé spojení se světem, nemohla se doprosit řádné samostatné pošty. Výminku tu, dojista pro rakouské poštovnictví málo čestnou, činí obec Pražské Předměstí, kteráž, ač značně přispívá do kapsy poštovního eráru, přec jen pro pány v Praze neexistuje. Máme sice poštu na nádraží, ta ale psaní a zásilky jen přijímá, úřad vydavací jest v městě a tak musíme pro každý lístek na poštu do Hradce, anebo důkladně za donešení poslem platit, ač prý od Nového roku nikde se za dodávání psaní a novin neplatí. Všechny stížnosti a žádosti naše zůstávají nepovšimnuty - každý krčí jen rameny a jeden se vymlouvá na druhého, ale obecenstvo tím trpí. Praví se nám, že hlavní příčinou této, pro nás velice trapné kalamity, jest neochota dráhy severozápadní, která nechce a nechce postoupit poště jedinou místnost, již nezbytně potřebí, aby se mohl poštovní úřad na nádraží rozšířit a doplnit. Správa dráhy cítí potřebu toho dobře, vždyť musí sobě pro dopisy a jiné zásilky do města posílat, ač má poštu na nádraží; měla by tedy již z ohledů k sobě k odstranění tohoto přímo nezbytného zařízení přispět, ale marné doufání. Nemáme místa, zní stále odpověď, ale celé nádraží ví, že kdyby bylo jen trochu dobré vůle, dalo by se vše urovnat a všeobecné potřebě vyhovět. Obracíme se přímo na pana přednostu stanice a očekáváme určitě, že přispěje, pokud na něm, k urovnání přímo neslýchaných poměrů na naší poště nádražní – jen chtít a půjde to hravě. Ovšem, že i poštovní erár není prost viny. Kdyby mu opravdu šlo o prospěch obecenstva, našel by již cestu, aby justament dráhy zlomil, ale - páni chtějí patrně tu naší poštu vystavit na Pařížské výstavě, proto nepospíchají. Smutné, velmi smutné, ale pravdivé!“
Na činnost zdejšího poštovního úřadu měly vliv i česko-německé jazykové půtky. Od svého zřízení měla pošta uvedena na prvním místě nápisy v německém jazyce a teprve poté ty české. Počátkem roku 1898 bylo toto pořadí prohozeno, což bylo kvitováno veškerým místním obyvatelstvem.

## Stěhování pošty
Z předchozích řádků vidíme, že největší problém pražskopředměstské pošty byl v nedostatku místa a tato situace se začala řešit až o několik let později. Dosvědčuje to tentýž týdeník, který 28. července 1900 napsal:
„Pošta na Pražském Předměstí. Dosavadní přednosta c. k. pošty na nádraží kontrolor p. Jos. Rosa jmenován byl správcem této pošty. - S upravením místností pro poštu v najatém domě p. Steindlera proti hotelu Hutla bylo již započato a bude zde úřadování průběhem měsíce srpna zahájeno. Dostane se tedy konečně Pražskému Předměstí samostatné celé pošty, což dojista všeobecně s povděkem přijato bude. Roznášení psaní a j. obstarávati budou dva erární listonoši. Ve Svobodných Dvorech zřízena bude pošta přespolní, která bude udržovati dvakrát denně spojení s poštou na Pražském Předměstí.“

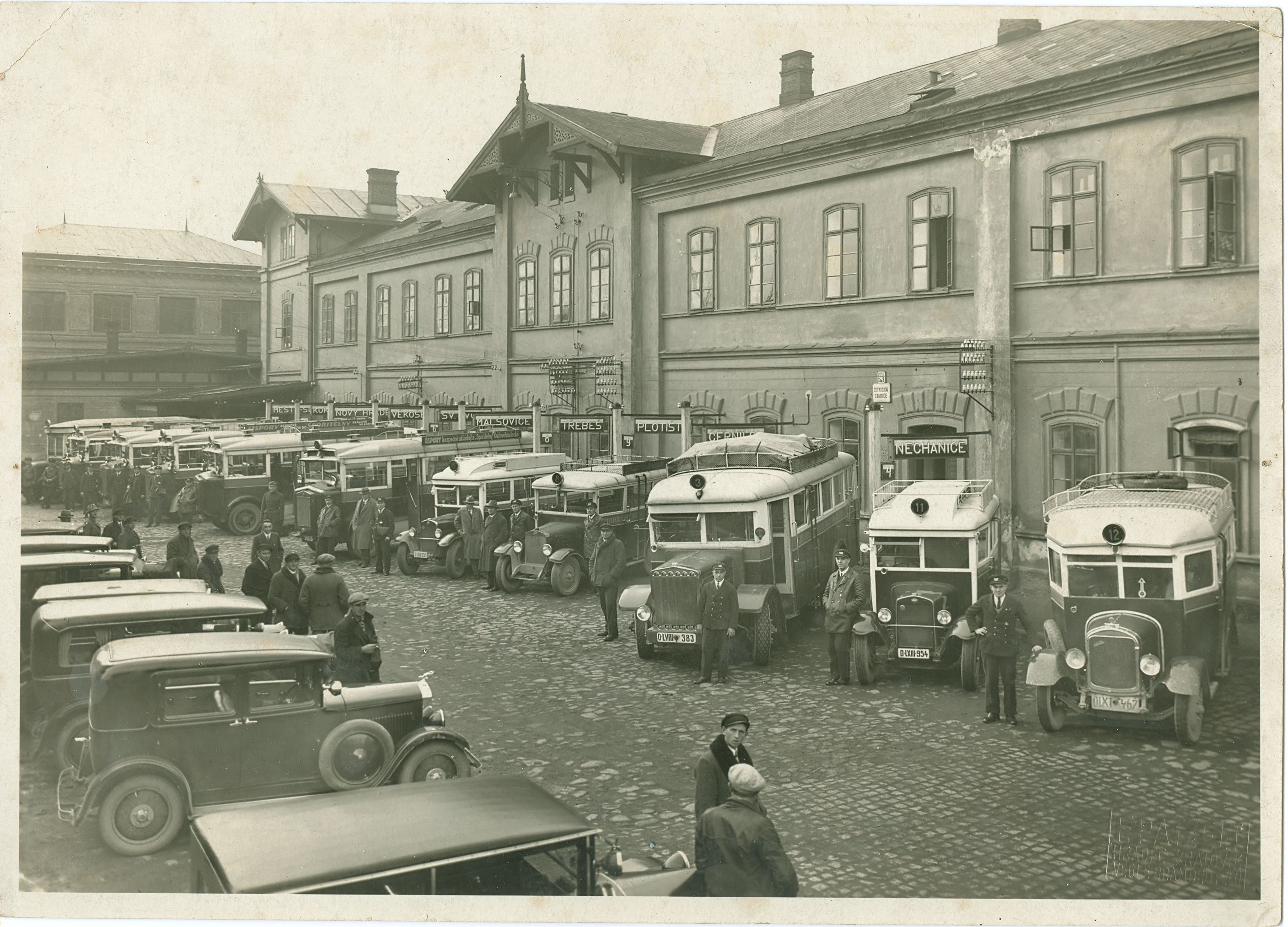
Nádražní budova v roce 1929

Práce se však prodlužovaly, protože v Ratiboru z 8. září 1900 čteme:
„Pošta na Pražském Předměstí. Úpravné práce v domě najatém pro poštu na Pražském Předměstí jsou vykonány a bude se s neděle konati kolaudační komise. Jak věci dnes stojí, zahájí asi nová pošta činnost svoji v druhé polovici měsíce září.“
A teprve 22. prosince 1900 se v Ratiboru objevila tato krátká zpráva:
„Pošta na Pražském Předměstí. Samostatná pošta erární byla právě otevřena na Pražském Předměstí a sice proti nádraží poblíž hotelu Hutla. Poště jest věnován celý jednopatrový dům a bude dle potřeby zřízena.“

## Řada změn v poštovním styku
1. listopadu 1909 proběhla změna doručování ve svátečních mimonedělních dnech, kdy bylo zredukováno na 1 denně, přičemž noviny, jež byly dováženy dopoledními vlaky, byly na vyžádání vydávány až v úředních hodinách. Roku 1910 byl rozšířen počet poštovních schránek. Jedna byla umístěna na domě čp. 427 v Hradci Králové a druhá na hotelu Holub na Pražském Předměstí. Zároveň došlo k úpravě doručování, když při první obchůzce, začínající v 8.00 hod., byli 2 dosavadní doručovatelé posíleni dalším kolegou. Roku 1911 byla prodlouženo nepřetržité telefonní a telegrafní úřadování až do 21.00 hod., a to výnosem ze 13. ledna 1911 č. 53.775. V roce 1912 bylo k pražskopředměstské poště navíc přiděleno 21 domů a 4 továrny, jež se nacházely na katastru Hradce Králové. Novinkou bylo také zavedení elektrického osvětlení, jež bylo zadáno elektrotechnickému závodu J. Ježka v Hradci Králové. Došlo také k redukci úředních hodin o nedělích a ve svátcích. Ty byly nově mezi 8.00 a 10.00 hod., pražský denní tisk zůstal nadále vydáván mezi 11.00 a 11.30 hod. a od 10.00 hod. bylo možno použít telefon na poště.
Roku 1920 byl správce Václav Imlauf jmenován ředitelem poštovního úřadu. Jeho náměstkem byl Václav Křtěn. V roce 1923 úřad zaměstnával 18 úředníků skupiny C, 17 úředníků skupiny D, 15 podúředníků (z toho 6 doručovatelů), 12 zřízenců, 16 výpomocných zřízenců pro nádražní a jiné služby a 7 osob, které zajišťovaly autobusové spojení. V roce 1929 se na Pražském Předměstí nacházely tři schránky: 1. na domě čp. 4 v Husově třídě, 2. na domě čp. 43 v téže ulici a 3. na budově poštovního úřadu II. Později došlo též k prodloužení úředních hodin pro jednání s klienty. Od 1. srpna 1934 začala pošta přijímat mimo úředních hodin zmeškalé poštovní zásilky všeho druhu. Roku 1936 bylo rozšířeno vybírání schránek o 1 termín – v 10.45 hod.
Poštovní úřad zažil i řadu afér. 21. října 1919 bylo u hotelu Slavie na Pražském Předměstí nalezeno plno pohozených a vykradených poštovních zásilek. 31. ledna 1920 bylo na nádražním poštovním úřadě odcizeno 220 000 Kč. Krádež způsobil zdejší praktikant.

## Nové budovy

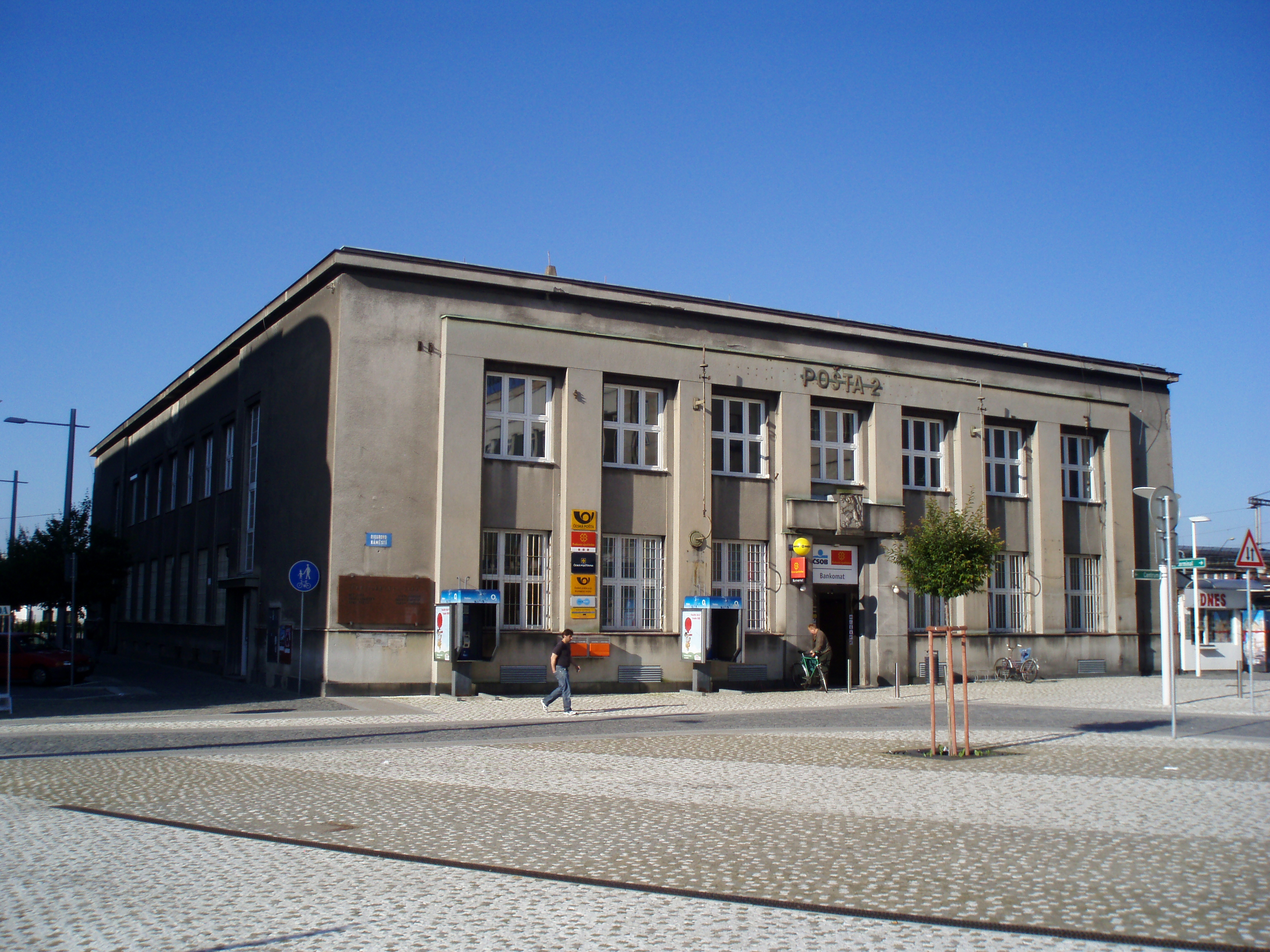
Pošta Hradec Králové 2

Nádražní budova časem přestávala postačovat, a tak v červenci 1932 začala stavba nové budovy (návrh a stavba ing. Františka Komárka ze Svobodných Dvorů), v níž byl zahájen provoz 9. července 1934, přičemž slouží dodnes. Poslední její rekonstrukce proběhla v roce 2017, kdy došlo bez přerušení jejího provozu k propojení přepážek s dosud nevětratelnou halou v kombinaci se vzduchotechnikou a klimatizací. Zároveň byl pořízen nový vyvolávací systém a přibyly též další novinky, např. Postshop s doplňkovým sortimentem. Po této rekonstrukci funguje na poště 12 přepážek a spolu se satelitními poštami na ní v současnosti pracuje 47 zaměstnanců.
V roce 1965 byla navíc otevřena pošta Hradec Králové 5. Ta se později ocitla v havarijním stavu, neboť byla narušena její statika. Proto byla po celé léto 2004 uzavřena. Oprava nezměnila nic na jejím vzhledu, došlo jen k dílčí úpravě vnitřních prostor.